# Théorème de Heine
En mathématiques, le théorème de Heine, donne une condition suffisante pour qu’une application continue soit uniformément continue. Il s’énonce sous la forme :

Toute application continue d’un espace métrique compact dans un espace métrique quelconque est uniformément continue.
Cela implique notamment que toute application continue sur un segment {\displaystyle [a,b]} de ℝ est uniformément continue.
Il doit son nom au mathématicien Eduard Heine qui l’a démontrée dans un article publié en 1872,. On le trouve néanmoins déjà démontré dans des cours de Dirichlet en 1854.

## Historique
La notion de continuité uniforme naît dans la seconde partie du XIXe siècle. Dirichlet l'utilise dans son cours d’analyse, dans lequel il démontre aussi ce qu’on appelle aujourd’hui le théorème de Heine.
Cependant ses cours ne seront publiés qu’en 1904 par l’un de ses étudiants Gustav Arendt. Le théorème porte ainsi le nom de Eduard Heine, qui en publie une preuve dans un article paru en 1871. Ce résultat sera généralisé par d’autres mathématiciens comme Carl-Johannes Thomae et Jacob Lüroth, en 1873, Gaston Darboux en 1875.
Tous utilisent le fait que l’on peut recouvrir tout segment {\displaystyle [a,b]} en un nombre fini d’intervalles, c'est-à-dire ce qu’on appelle aujourd’hui la propriété de Borel-Lebesgue. C'est ce théorème qui poussera à définir la notion de compacité.

## Énoncés et démonstrations

### Continuité uniforme
Une application {\displaystyle f:X\to Y} est dite uniformément continue si elle vérifie :
Contrairement à la continuité « simple » {\displaystyle \eta } ne dépend pas de {\displaystyle x}, ce qui nous permet d’inverser les quantificateurs.

### Énoncé
Théorème de Heine dans ℝ — Toute application continue d'un segment {\displaystyle [a,b]} dans {\displaystyle \mathbb {R} } est uniformément continue.
Le théorème se généralise sur les espaces métriques grâce à la propriété de compacité.
Théorème de Heine dans un espace métrique — Soient {\displaystyle (X,d)} un espace métrique compact et {\displaystyle (Y,d')} un espace métrique quelconque. Toute application continue de {\displaystyle X} dans {\displaystyle Y} est uniformément continue.
Remarque : Dans {\displaystyle \mathbb {R} } les parties compactes sont exactement les réunions finies de segments {\displaystyle [a,b]}, on retrouve alors l’énoncé pour les fonctions numériques.

### Démonstrations
Dans un espace métrique, la compacité séquentielle (propriété de Bolzano-Weierstrass) et de compacité (propriété de Borel-Lebesgue) sont équivalentes. Chacune d'elles peut être utilisée pour démontrer le théorème de Heine.
La démonstration dans le cas réel fonctionne de la même manière que dans un espace métrique, en prenant la valeur absolue {\displaystyle |\cdot |} comme distance.

#### Par la propriété de Bolzano-Weierstrass
La propriété de Bolzano-Weierstrass s’énonce comme :

De toute suite à valeurs dans un compact K, on peut en extraire une sous-suite convergente dans K.
Si {\displaystyle f} non uniformément continue, on peut montrer qu'elle est alors discontinue en au moins un point, grâce à la propriété de Bolzano-Weierstrass. On conclut alors par contraposée,.

#### Par la propriété de Borel-Lebesgue
On peut aussi démontrer le théorème en passant directement par la propriété de Borel-Lebesgue :

De tout recouvrement d’ouverts d’un compact on peut en extraire un sous-recouvrement fini.
Avec la continuité de {\displaystyle f}, on a une famille de boule ouverte {\textstyle B(x,\eta (x))} où {\textstyle \forall y\in B(x,\eta (x)),|f(x)-f(y)|<\varepsilon } recouvrant {\textstyle X}. Par la propriété de Borel-Lebesgue, on peut extraire un recouvrement finie. On peut alors prendre {\displaystyle \eta } comme le plus petit rayon des boules, ce dernier ne dépend plus de {\displaystyle x} d'où l'uniforme continuité.

#### Autres démonstrations
- Une application continue d'un compact dans {\displaystyle \mathbb {R} } est bornée et atteint ses bornes, ainsi l’image par {\displaystyle d} de {\textstyle K:=\{(x,y)\in X\times X\mid d'(f(x),f(y))\geq \varepsilon \}}[Note 3] atteint sa borne inférieur qui est strictement positive[Note 4]. En notant {\displaystyle \eta } cette borne inférieur, on vérifie que {\displaystyle \forall x,y\in X,\;d(x,y)<\eta \implies d'(f(x),f(y))<\varepsilon }, et donc que {\displaystyle f} est uniformément continue.
- Dans {\displaystyle \mathbb {R} }, il est aussi possible de démontrer le théorème directement par le lemme de Cousin[9].

## Applications

### Intégrale de Riemann
Le théorème de Heine sert à montrer que toute fonction continue sur un segment {\displaystyle [a,b]} à valeur dans un espace métrique est limite uniforme de fonctions en escalier. On peut ainsi définir l'intégrale de Riemann.